# インポートロッサ
株式会社インポートロッサ (import Rossa) は1978年に設立された洋装・洋品輸入製造卸業社である。婦人服ブランド「ロッサオリジナル」を抱え、服飾を中心にバッグなどのグッズ、ジュエリー、輸入家具までを取り扱っている。

## 概要
直営店（ブティック・ロッサ、ブティック・カロー）は現在、東京、大阪、名古屋、神戸などに16店舗がある。主なラインの他に、シーズンにより、フォーマルラインや毛皮を使ったファーコレクションなども展開される。

### ライン
- Rossa（ロッサ）

インポートロッサのメインライン。刺繍やレースなどを使用した高級素材、繊細なデザインが特徴。
- Rossa ALBA（ロッサ・アルバ）

若々しいデザインながら大人向けのコーディネートを可能とする。
- import Selection（インポート・セレクション）

パリ、ミラノからの輸入衣服を扱う。
- Jewely（ジュエリー）

ダイヤモンドなど貴石や真珠、ゴールドを用いたジュエリーを展開。
- mobili Rossa（モービリロッサ）

ヨーロッパからの高級輸入家具を扱い、リフォームも提案している。現在大阪に1店舗のみ。

## 所在地
- インポートロッサ大阪本社
大阪府大阪市北区与力町6-7
- インポートロッサ東京営業所
東京都中央区銀座6-6-5 新日本実業銀座6丁目ビル3階

## 関連企業
- ミラノ・オフィス
- 株式会社ロッサ
- 株式会社カロー
- 株式会社ビアンカ・エ・ロッサ